# Чередниченко Галина Іванівна
Галина Іванівна Чередниченко (нар. 3 січня 1947, Миколаїв) — український музейний працівник.

## Біографія
Народилася 3 січня 1947 року в Миколаєві. З 1971 по 1975 рік працювала в ЦКБ «Чорноморсуднопроект», з 1977 року — завідувачем відділом (науковий консультант) сучасної періодики Миколаївського музею суднобудування і флоту. Під час створення нової експозиції музею вивчила архіви і музейні матеріали суднобудівних підприємств міст Ленінграда, Севастополя, Одеси, Херсона, ветеранів-суднобудівників. Разом з художниками Миколаївського художньо-виробничого комбінату, враховуючи останні досягнення науки і техніки в цій галузі, здійснювала роботу по оформленню експозиції «Сучасне суднобудування» у залах історії суднобудування. 1981 року закінчила Одеський державний університет імені І. І. Мечникова.
Лауреат Державної премії УРСР імені Т. Г. Шевченка (за 1981 рік; разом з Е. О. Шоріним (керівником роботи), Т. В. Гусельниковою (архітектором-реставратором), М. І. Озерним, В. М. Семерньовим, Ю. Т. Стешиним (художниками), В. Я. Івановим (інженером-конструктором), Л. Д. Хлопинською (завідувачем відділом музею, науковим консультантом), Л. К. Керанчуком (будівельником) за створення Музею суднобудування і флоту в Миколаєві.